# Mattheus Terwesten
Mattheus Terwesten (ook: Matthaeus Terwesten) (Den Haag, 23 februari 1670 – aldaar, 11 juni 1757) was een Nederlands schilder en tekenaar. Hij was hofschilder van de koning van Pruisen en professor aan de koninklijke kunstacademie in Berlijn.
Terwesten was werkzaam vanaf 1690 in Den Haag, waar hij opgeleid werd door Willem Doudijns, Daniël Mijtens (II) en zijn oudere broer, Augustinus Terwesten. Ook zou hij in Den Haag samengewerkt hebben met de schilder Pieter Hardimé. Omstreeks 1695 reisde hij via Berlijn naar Rome, waar hij tot 1699 bleef. In 1707 bracht Terwesten schilderingen aan in de Koepel van Fagel in Den Haag. In 1710 was hij hofschilder in dienst van Frederik I van Pruisen in Berlijn, waar hij tevens professor was aan de koninklijke kunstacademie was. Later keerde hij terug naar Den Haag, waar hij in 1757 overleed.
Van Terwesten zijn onder meer allegorieën, historiestukken, portretten en architectuurstukken bekend. Hij was leraar van Herman Diederik Cuipers, Pieter van Cuyck (I), Jan van Gool, Johan Graham, Hendrik van Hulst, Jacob van Nachenius, Andries Storck en zijn twee zoons, Augustinus Terwesten (II) en Pieter Terwesten.
- Biografisch Portaal: 40666884
- Gemeinsame Normdatei: 11938213X
- International Standard Name Identifier: 0000 0000 6674 4644
- Library of Congress Control Number: nr97044433
- Nederlandse Thesaurus van Auteursnamen: 114451893
- RKD-Nederlands Instituut voor Kunstgeschiedenis: 76874
- Union List of Artist Names: 500014488
- Virtual International Authority File: 820548
- WorldCat: E39PBJmtxdcMRrcyXbDrBm6qcP